# Gohl Ödön

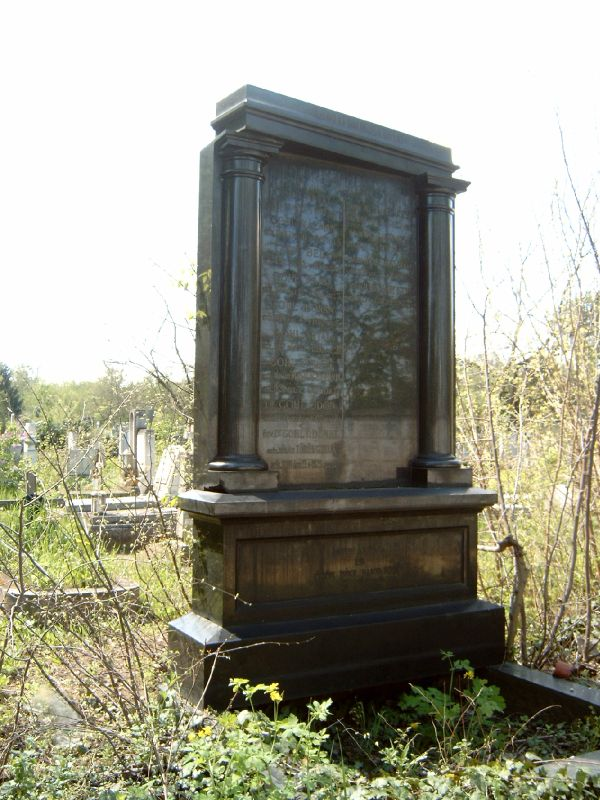
Gohl Ödön sírja Budapesten. Új köztemető: 16/15-1-18/19.

Gohl Ödön (Buda, 1859. október 8. – Budapest, 1927. december 5.) muzeológus, numizmatikus.

## Életútja
Az egyetemet Bécsben (keleti nyelvészet) és Budapesten (klasszika-filológia) végezte, ahol 1882-ben középiskolai tanári oklevelet nyert. Először Sopronban tanított, 1883-tól pedig Szabadkán dolgozott, mint görög-latin tanár. 1895-től egészen 1925-ben történt nyugdíjazásáig az MNM munkatársa volt. 1912-ben ig. őr, 1920-tól osztályigazgató volt, 1923-tól vezette az Éremtárat.
Mind a numizmatika, mind az éremművészet terén maradandó munkásságot tudhat magáénak, fontosak az ún. barbár (kelta) pénzek meghatározásában és rendszerezésében elért eredményei. Szerkesztette a Numizmatikai Közlönyt 1902–től 1926-ig, a Numizmatikai Társulatnak 1921–től 1927-ig volt elnöke.

## Főbb művei
- Budapest emlékérmei… (Budapest, Régiségei, 1899)
- A szalacskai kelta pénzverő és bronzöntő műhely (Budapest, 1907)
- Gróf Dessewffy Miklós barbár pénzei (I–II. Budapest, 1910–11)
- A magyar királyok koronázási érmei (Budapest, 1917)
- Magyarország barbár pénzeinek áttekintése (Az Érem, 1925)